# Asparagus krebsianus
Asparagus krebsianus — вид рослин із родини холодкових (Asparagaceae).

## Біоморфологічна характеристика
Це прямовисний чи виткий кущ заввишки 1.5–2 метри, з дерев'янистого кореневища. Стебла голі. Колючки гострі, по 10–15 на основних стеблах. Кладодії в пучках по 3–13, ниткоподібні, 15–70 мм завдовжки. Суцвіття 10–35 мм завдовжки. Квітки поодинокі чи в пучках по 2–3. Листочки оцвітини білі чи кремові, 2.5–3 мм завдовжки. Ягода червона, 5–8 мм у діаметрі, 1-насінна.

## Середовище проживання
Ареал: цн. і пд. Малаві, Мозамбік, ПАР.
Населяє гірські луки чи відкриті ліси, відкритий кам'янистий ґрунт.